# Хлібороб України
«Хліборо́б Украї́ни» — український щомісячний масовий науково-виробничий журнал Міністерства сільського господарства УРСР, що виходив українською мовою  в Києві з 1924 року.  Видавався видавництвом «Урожай». Редакція містилася в будинку на вулиці Хрещатику, № 5.
Журнал висвітлював питання землеробства, економіки, сільського господарства, організації праці, механізації. Висвітлювалися досягнення сільськогосподарської науки, історії про передовиків виробництва, масово-політична й культурно-освітня робота на селі, діяльність комуністичних та профспілкових організацій.